# Jörg Leichtfried

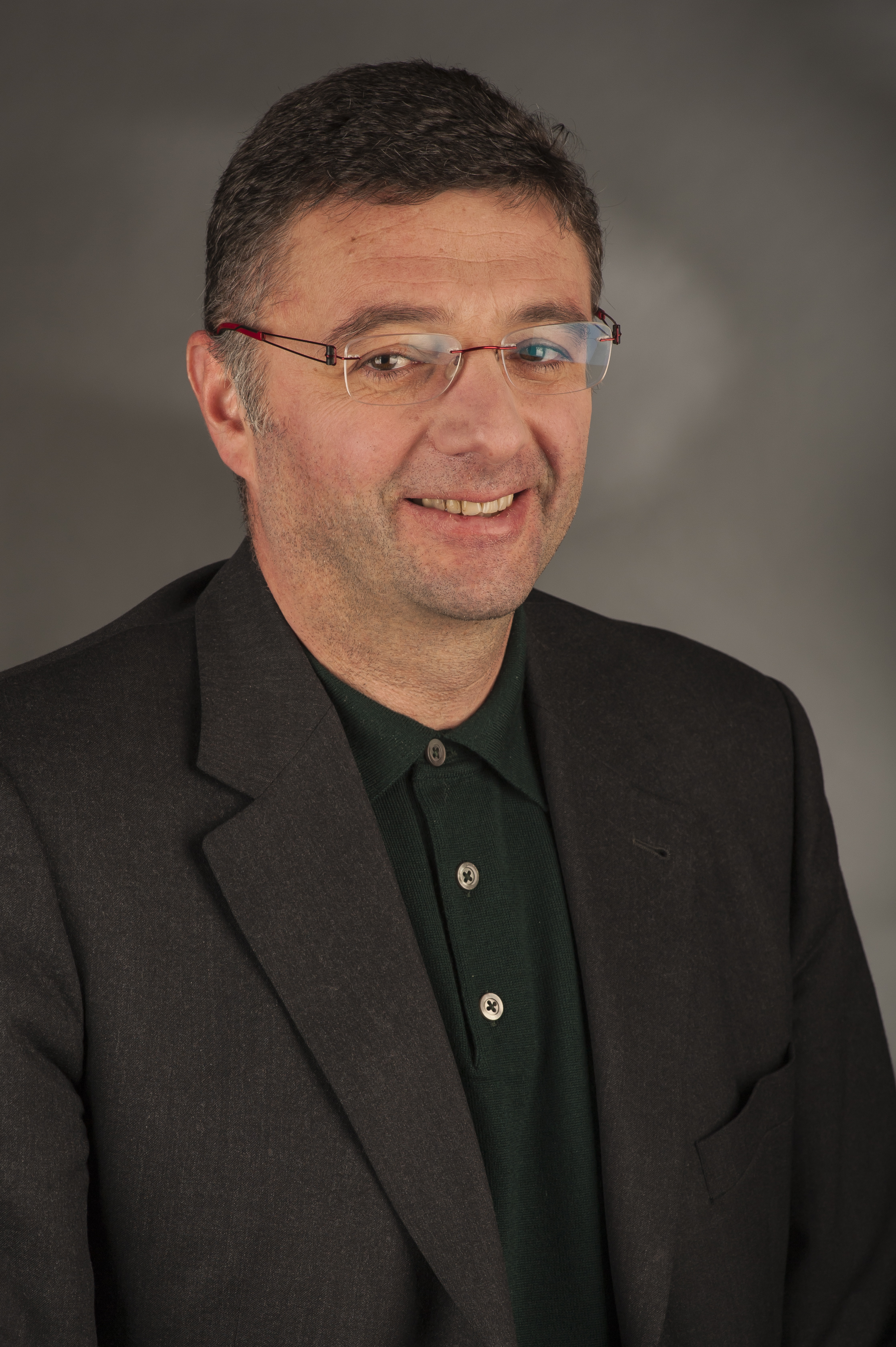
Jörg Leichtfried

Jörg Leichtfried (n. 18 iunie 1967, Bruck an der Mur) este un om politic austriac, membru al Parlamentului European în perioada 2004-2009 din partea Austriei. (SPÖ)
1. ↑  Jörg Leichtfried, Brockhaus Enzyklopädie, accesat în 9 octombrie 2017
2. ↑  Jörg Leichtfried, Munzinger Personen, accesat în 9 octombrie 2017
3. ↑  „Jörg Leichtfried”, Gemeinsame Normdatei, accesat în 11 decembrie 2014
4. ↑   https://www.ots.at/presseaussendung/OTS_20250307_OTS0096/spoe-parlamentsklub-duzdar-feichtinger-harrer-seltenheim-neue-nationalratsabgeordnete Lipsește sau este vid: |title= (ajutor)
5. ↑  Deputații în Parlamentul European